# 3-fosfoglicerato
Il 3-fosfoglicerato (o acido 3-fosfoglicerico) è una molecola a tre atomi di carbonio che viene prodotta nel ciclo di Calvin. Qui al 1,5-ribulosio bifosfato (RuBP) viene addizionata una molecola di CO2 grazie ad un enzima chiamato RUBISCO (ribulosio bifosfato carbossidasi/ossidasi). Si ottiene così una molecola a 6 atomi di carbonio. Questa molecola viene divisa in due molecole da 3 atomi di carbonio: il 3-fosfoglicerato (3PG), che durante la seconda fase del ciclo di calvin si trasforma in gliceraldeide 3-fosfato (G3P). Per fare questo vengono impiegati gli ATP e il NADPH + H+. Il 3PG è un intermedio metabolico sia della glicolisi che del ciclo di Calvin.
L'enzima glicerato chinasi catalizza il trasferimento diretto di un gruppo fosfato dall'ATP al glicerato, portando alla formazione di ADP e 3-fosfoglicerato.